# Колан (Француска)
Колан (фр. Collan) насеље је и општина у источном делу централне Француске у региону Бургоња, у департману Јон која припада префектури Авалон.
По подацима из 2011. године у општини је живело 181 становника, а густина насељености је износила 13,75 становника/km². Општина се простире на површини од 13,16 km². Налази се на средњој надморској висини од 270 метара (максималној 301 m, а минималној 175 m).

## Демографија
| 1962. | 1968. | 1975. | 1982. | 1990. | 1999. | 2011. |
| ----- | ----- | ----- | ----- | ----- | ----- | ----- |
| 145   | 170   | 167   | 151   | 189   | 202   | 181   |

График промене броја становника у току последњих година